# 앙리 비외탕
앙리 프랑수아 조제프 비외탕(프랑스어: Henri François Joseph Vieuxtemps, 1820년 2월 17일 ~ 1881년 6월 6일)은 벨기에의 작곡가이자 바이올리니스트이다. 주로 프랑스에서 활동했다. 이른바 프랑코-벨기에파의 대표적인 바이올리니스트이다. 브뤼셀에서 같은 벨기에인 바이올리니스트로 지금도 연습곡이나 교본으로 알려진 베리오(Charles Auguste de Beriot)에게 배우고, 작곡은 라이하에게 사사하였다. 상트페테르부르크 음악원이나 브뤼셀 음악원의 교수도 역임하였다. 그의 작품은 모두 바이올린곡인데, 남아 있는 7개의 협주곡 중에서는 제4번, 제5번이 자주 연주된다.

## 생애
벨기에 바이올린 명수이며 작곡자로 통하는 비외탕은 1820년 2월 17일 벨기에의 베르비에르에서 태어났다. 아버지는 피아노 조율사이자 악기 제조사로 일하는 사람이었다. 취미로 바이올린을 연주하던 아버지와 현지 음악가로부터 수업을 받고 6세에 피에르 로데의 작품으로 데뷔했다. 곧 인근 도시를 돌아다니며 순회공연을 하였는데, 브뤼셀에서 당시의 유명한 바이올린 연주자인 샤를 드 베리오에게 사사한다.
1829년 베리오와 함께 프랑스 파리로 가 로드 협주곡을 연주하여 성공적으로 데뷔하지만, 이듬해 7월 혁명이 터지고 스승인 베리오가 정부인 마리아 말리브란과 결혼하고 연주 여행을 떠나는 바람에 브뤼셀로 돌아오게 된다. 비외탕은 말리브란의 누이와 함께 음악 실력을 갈고 닦는다.
1833년에는 독일로 여행을 떠나 루이스 슈포어와 로베르트 슈만과 친교를 쌓는데, 슈만으로부터 '작은 파가니니'라는 별명도 얻는다. 이후 10년간 유럽의 여러 도시를 돌아다니며 엑토르 베를리오즈 및 니콜로 파가니니를 비롯한 여러 청중들 앞에서 공연한다.
한편 작곡에도 관심을 갖고 있어서, 빈의 지몬 제히터에게서 수업을 듣고 1835년-1836년의 겨울에 파리의 앙투안 라이하에게 작곡을 배운다. 비외탕의 바이올린 협주곡 2번은 시기적으로 가장 먼저 쓰여졌는데, 바로 이 때 쓰여진 것이다.
바이올린 협주곡 제1번은 1840년 상트페테르부르크의 초연과 이듬해 파리 초연에서 극찬을 받았는데, 베를리오즈는 "바이올린과 관현악을 위한 격조 높은 교향곡"으로 평가하였다.
비외탕은 파리를 거점으로 활동을 이어간다. 피아니스트 지기스문트 탈베르크를 반주가로 동행하여 미국에서도 연주회를 가진다. 특히 러시아 제국의 초청을 받아 1846년부터 1851년까지 니콜라이 1세의 궁정음악가 및 제국극장 수석연주가로 임명된다. 상트페테르부르크 음악원에 바이올린 교육과정을 세워 향후 '러시아파' 바이올리니스트들의 초석이 된다. 1871년에는 네덜란드 연합왕국으로 돌아와 브뤼셀 음악원의 교수가 된다. 외젠 이자이가 이 때 비외탕을 사사하였다.
그러나 갑작스런 뇌졸중으로 오른팔을 못 쓰게 되자, 헨리크 비에니아프스키에게 교편을 맡기고 1873년에 파리로 돌아간다. 비외탕은 차츰 뇌졸중의 후유증으로부터 회복되었으나, 1879년에는 발작이 재발하여 결국 바이올린을 다시 잡지 못한다. 말년에는 딸 부부가 살고 있던 알제리의 무스타파 수페리에로 간다.
비외탕의 일곱 협주곡과 짧은 실내악 몇 곡을 비롯해 많은 곡들이 이 때 쓰여졌다. 더 이상 바이올린을 연주할 순 없었지만 그 대신 다른 악기에도 관심을 가져 두 개의 첼로 협주곡, 몇 개의 사중주곡도 작곡했다. 루트비히 판 베토벤과 펠릭스 멘델스존의 곡들을 동경하며 보다 고전기의 작품들에 더 관심을 갖고 가벼운 곡들을 몇 곡 쓴다.
1881년 6월 6일, 아프리카의 알제리에서 향년 61세로 별세하였다.

## 음악적 특색
바이올린 주자로서도 당시 최고의 명성을 차지하고 있었던 비외탕의 작품은 우아하고 아름다우며, 기교를 구사한 탁월한 가락과 음색이 풍려함이 그의 뚜렷한 특색이다.

## 주요 작품

### 바이올린 협주곡
- 1번 마장조(1840)
- 2번 올림 바단조(1836)
- 3번 가장조(1844)
- 4번 라단조(1849~50)
- 5번 가단조 "그레트리"(1858~9)
- 6번 사장조(1865)
- 7번 가단조 "후보이"(1879~81)

### 첼로 협주곡
- 1번 가단조(1875~6)
- 2번 나단조(1879)

### 그 밖의 실내악
- 바이올린 소나타 라장조(1843)
- 비올라 소나타 내림 나장조(1862)
- 현악 4중주 1번 마단조(1871)
- 36개의 연습곡(1881)
- 마음의 소리(바이올린과 피아노, 1883년에 출판)
- 현악 4중주 2번 다장조(1884년에 출판)
- 현악 4중주 3번 내림 나장조(1884년에 출판)

### 가곡
- 나비(1837)